# مكتبة ألما
مكتبة ألما، هي دار نشر يقع مقرها في ريتشموند، لندن، تأسست في عام 2005 من قبل اليساندرو جالينزي وإليزابيتا مينرفيني، مؤسسا مطبعة هيسبيروس. وهي تنشر بشكل رئيسي القصص الخيالية، من قبل مؤلفين عالميين متحدثين باللغة الإنجليزية وايضا في الترجمة من اللغات الأخرى مثل الفرنسية والألمانية والإيطالية والإسبانية واليابانية.

## النشر
نشرت كتب لمؤلفين مثل أنتوني مككارتين، روبرت. م. بيرسيغ، ويليام.ت. فولمان، كولسون وايتهيد، جين هوكينغ، تيبور فيشر، توم مكارثي، كارمن بوساداس، ياسوتاكا تسوتسوي، ألبرتو مانغويل، بيتر بينسون، روزي أليسون وجوزيبي توماسي دي لامبيدوزا وهناك غيرهم. في عام 2012، نشرت ألما كتاب يزهر الظلام للكاتب أهارون أبلفيلد الذي فاز بجائزة الخيال الاجنبي المستقل.

## التطورات
في عام 2007 أطلقت مكتبة ألما كلاسيكيات العالم الواحد، وهو مشروع مشترك مع دار نشر ونوورد التي مقرها في اكسفورد، والتي نشرت عناوين كلاسيكيات تم تحديثها وعرفت باسم منشورات كالدر.
في عام 2012، استحوذت مكتبة الما على حصص كاملة من كلاسيكيات ونوورد، والتي أعيدت تسميتها بـ كلاسيكيات الما. وفي نفس العام استلمت مكتبة ألماالجائزة الوطنية للترجمة من وزارة التراث والانشطة الثقافية الايطالية لمساهمتهم في تعزيز الثقافة الإيطالية في الخارج. منذ تولية الجائزة في عام 1989، لم يسبق منحها من قبل إلى ناشر بريطاني. 
في عام 2013، فازت مكتبة الما بجائزة الناشر المستقل لبائع الكتاب لمثابرتها هذا العام 

## روابط خارجية
- الموقع الرسمي
- الموقع الرسمي